# Naturschutzgebiet Nümmert
Das Naturschutzgebiet Nümmert mit einer Größe von 0,9 ha liegt in der Gemeinde Herscheid östlich des Gipfels des Berges Nümmert. Das Naturschutzgebiet (NSG) wurde 1998 vom Märkischen Kreis mit dem Landschaftsplan Nr. 5 Herscheid ausgewiesen.

## Gebietsbeschreibung
Beim NSG handelt es sich um eine feuchte Wacholderheide.

## Schutzzweck
Laut Naturschutzgebiets-Ausweisung wurde das Gebiet zum Naturschutzgebiet ausgewiesen zur Erhaltung, Entwicklung und Wiederherstellung einer feuchten Wacholderheide mit einer speziell angepassten Flora und Fauna. Wie bei allen Naturschutzgebieten in Deutschland wurde in der Schutzausweisung darauf hingewiesen, dass das Gebiet „wegen der Seltenheit, besonderen Eigenart und Schönheit des Gebietes“ zum Naturschutzgebiet wurde.